# Pontificia commissione per i beni culturali della Chiesa
La Pontificia commissione per i beni culturali della Chiesa è stato un organismo della Curia romana ordinato alla conservazione e valorizzazione del patrimonio storico-artistico della Chiesa cattolica.

## Profilo
Nel 1988 la costituzione apostolica Pastor Bonus crea la "Pontificia commissione per la conservazione del patrimonio storico e artistico della Chiesa", che raccoglie l'eredità della Pontificia commissione centrale per l'arte sacra in Italia, con lo scopo di prendersi cura "del patrimonio storico e artistico della Chiesa".
Con il motu proprio Inde a pontificatus del 25 marzo 1993 la commissione muta il suo nome e prende la denominazione corrente di "Pontificia commissione per i beni culturali della Chiesa".
Giovanni Paolo II riprende il tema nel messaggio del 28 settembre 1997 ai membri della II assemblea plenaria, ribadendo che il compito della commissione
Con il motu proprio Pulchritudinis fidei del 30 luglio 2012 papa Benedetto XVI ha unificato la Pontificia commissione per i beni culturali della Chiesa con il Pontificio consiglio della cultura, disposizione entrata in vigore a partire dal 3 novembre 2012.

## Cronotassi

### Presidenti
- Cardinale Antonio Innocenti † (8 ottobre 1988 - 1º luglio 1991 ritirato)
- Cardinale José Tomás Sánchez † (1º luglio 1991 - 1993 dimesso)
- Arcivescovo Francesco Marchisano † (4 maggio 1993 - 13 ottobre 2003 dimesso)
- Arcivescovo Mauro Piacenza (13 ottobre 2003 - 3 settembre 2007 dimesso)
- Cardinale Gianfranco Ravasi (3 settembre 2007 - 3 novembre 2012 cessato)

### Vicepresidenti
- Presbitero Michael John Zielinski, O.S.B. Oliv. (8 maggio 2007 - 3 novembre 2012 cessato)

### Segretari
- Vescovo Francesco Marchisano † (6 ottobre 1988 - 4 maggio 1993 nominato presidente del medesimo dicastero)
- Presbitero Paolo Rabitti (4 maggio 1993 - 25 maggio 1995 nominato vescovo di San Marino-Montefeltro)
- Presbitero Carlo Chenis, S.D.B. † (22 luglio 1995 - 21 dicembre 2006 nominato vescovo di Civitavecchia-Tarquinia)
- Dott. Francesco Buranelli (4 dicembre 2007 - 3 novembre 2012 cessato)

### Sottosegretari
- Presbitero Paolo Rabitti (6 ottobre 1988 – 4 maggio 1993 nominato segretario del medesimo dicastero)
- Presbitero Lino Piano, S.S.C. (19 novembre 1997 - 1999 dimesso)
- Presbitero Michel Berger (27 novembre 1999 - 2005 dimesso)
- Presbitero José Manuel Del Río Carrasco (8 maggio 2007 - 3 novembre 2012 cessato)